# Sombrin
Sombrin là một xã ở tỉnh Pas-de-Calais, vùng Hauts-de-France của Pháp.

## Địa lý
Sombrin tọa lạc 14 dặm (22,5 km) về phía tây nam của Arras, tại giao lộ của các tuyến đường D59, D80 và D79.

## Dân số
| 1962                                                         | 1968 | 1975 | 1982 | 1990 | 1999 | 2006 |
| ------------------------------------------------------------ | ---- | ---- | ---- | ---- | ---- | ---- |
| 216                                                          | 222  | 204  | 220  | 227  | 235  | 244  |
| Số liệu điều tra dân số từ năm 1962: Dân số không tính trùng |      |      |      |      |      |      |

## Địa điểm nổi bật
- Phế tích của một tòa lâu đài thế kỷ 16.
- Nhà thờ St.Vaast, thế kỷ 16.